# Коливанова Світлана Іванівна
Світла́на Іва́нівна Колива́нова (нар. 26 вересня  1940, с. Жан-Уварове Чорновського району Воронезької області) — українська балерина, балетмейстерка, балетна педагогиня, Народна артистка Української РСР (1968).

## Життєпис
Після війни її батьки були направлені на роботу на захід України. В 1948 році сім'я оселилася в м. Бориспіль Київської області.
В 1951 Коливанова вдало склала іспити та стала студенткою Київського державного хореографічного училища. 1958 року як найкраща учениця представляла Київ на відборі балетних училищ в Москві. У перед випускному класі блискуче станцювала провідну роль у балеті «Берег щастя» Спадавеккіа та була відзначена радянською пресою.
В 1959 закінчила Київське хореографічне училище. В 1959—1960 працювала в Київському театрі опери та балету. В 1960—1963 працювала в Узбецькому театрі опери та балету в Ташкенті. З 1964 — солістка в Харківському театрі опери та балету імені М. В. Лисенка.
Найбільш помітними ролями танцівниці цього часу стали: донна Анна («Дон Жуан» Губаренка), Мехмене-Бану («Легенда про кохання» Мелікова), головні партії в балетах «Жізель» А.Адана, в парі з Теодором Попеску, (в сімейному житті — одружилися 1960 року — і на сцені), Кітрі «Дон Кіхот» Мінкуса, «Попелюшка» Прокоф'єва, «Баришня і хуліган» Шостаковича та інші.
Балетний дует Попеску — Коливанова об'їздив того часу увесь СРСР. У сезоні 1973-74 дует офіційно запросили до участі в гастролях Великого театру СРСР — США, РРФСР, Азербайджан. Гастролі 1977 відбувалися в Італії, відгуки в італійській пресі нагадували фурор.
У закордонних гастролях Коливанова танцювала з такими зірками балету, як М.Лієпа, М.Лавровський, М.Баришніков, В.Гордєєв.
Про C. Коливанову знято декілька телефільмів: «Танцює С.Коливанова та Т.Попеску», «Невмирущий лебідь», «У класі та на сцені». 
Член КПРС з 1975 року.
З 1971 до 1979 року обиралась депутаткою міської ради, а з 1979 до 1990 — депутаткою Дзержинської районної ради Харкова.
Балериною «з сильною технікою і правильним відчуттям танцю» вважала Коливанову Галина Уланова (згідно з відгуками у пресі).
В останніх роках є художньою керівницею балету Харківського державного академічного театру опери та балету імені М. В. Лисенка. Світлана Коливанова поставила вистави «Спляча красуня», «Весна священна», «Петрушка», «Купальські ігри», «Попелюшка» за участю учнів місцевої хореографічної школи. 
З грудня 2010  член Експертної ради з попереднього розгляду кандидатур на присвоєння звання «Почесний громадянин міста Харкова».

## Нагороди та відзнаки
- Кавалер ордена Трудового Червоного Прапора
- Перший лауреат міжнародного конкурсу артистів балету у Варні.
- Народна артистка УРСР (з 1968)
- Кавалер ордена княгині Ольги ІІІ ступеня
- Почесний громадянин міста Харкова (2002)
- Відзнака «Людина року» (2005)
- Лауреат конкурсу «Народне визнання — 2006» у номінації «За відданість мистецтву».
- Нагороджена численними грамотами урядів Білорусі, Казахстану, Азербайджану, Вірменії, України (2010).
- Кавалер ордена княгині Ольги I ступеня (2020)